# Осејџ Бич (Мисури)
Осејџ Бич (енгл. Osage Beach) град је у америчкој савезној држави Мисури.

## Демографија
По попису из 2010. године број становника је 4.351, што је 689 (18,8%) становника више него 2000. године.
| Група             | 2000.         | 2010.         |
| Белци             | 3.526 (96,3%) | 3.979 (91,5%) |
| Афроамериканци    | 28 (0,8%)     | 46 (1,1%)     |
| Азијати           | 18 (0,5%)     | 50 (1,1%)     |
| Хиспаноамериканци | 44 (1,2%)     | 209 (4,8%)    |
| Укупно            | 3.662         | 4.351         |